# South Walsham
South Walsham est une paroisse civile et un village du Norfolk, en Angleterre.